# Stijn Dejonckheere
Stijn Dejonckheere (Torhout, 21 januari 1988) is een Belgisch voormalig volleyballer.

## Levensloop
Hij begon op 6-jarige leeftijd te volleyballen bij Rembert Torhout. Na het behalen van provinciale en nationale titels bij de jeugd, nam Dejonckheere op 17-jarige leeftijd de stap naar het professioneel niveau. Hij speelde 1 jaar bij VT Oosthout Torhout om vervolgens 6 jaar uit te komen voor Prefaxis Menen. In 2012 verhuisde hij naar Knack Volley Roeselare. Hij speelde op de libero-positie. 
In 2011 speelde Dejonckheere zijn eerste wedstrijd voor de nationale ploeg, The Belgian Red Dragons waarvoor hij inmiddels 135 maal uitkwam. 

## Nationale Ploeg
| Jaar | Campagne                                    | Result |
| ---- | ------------------------------------------- | ------ |
| 2011 | CEV Euroleague 2011                         | -      |
| 2011 | CEV Europees Kampioenschap (Oostenrijk)     | 13e    |
| 2013 | CEV Euroleague                              |        |
| 2013 | 2013 Men's European Volleyball Championship | 7e     |
| 2014 | FIVB World League                           | 11e    |
| 2015 | FIVB World League                           | 12e    |
| 2015 | CEV Europees Kampioenschap (Bulgarije)      | 10e    |

## Individuele prijzen
| Jaar | Prijs                                      |
| ---- | ------------------------------------------ |
| 2011 | Best Libero Copa México                    |
| 2012 | Beste receptie Belgische Competitie        |
| 2013 | Beste receptie Belgische Competitie        |
| 2013 | Best Libero in Euroleague                  |
| 2015 | Beste receptie Belgische Competitie        |
| 2018 | Beste receptie Champions League Poule fase |
| 2018 | Beste libero Belgische Competitie          |